# سرتنغ (قلعة خواجة)
سرتنغ (بالفارسية: سرتنگ) هي منطقة سكنية تقع في إيران في قسم تشيلو الريفي. يقدر عدد سكانها بـ 280 نسمة .